# Andrena mendica
Andrena mendica är en biart som beskrevs av Mitchell 1960. Andrena mendica ingår i släktet sandbin, och familjen grävbin. Inga underarter finns listade i Catalogue of Life.